# BRDT
La proteína específica del bromodominio testicular es una proteína que en los humanos está codificada por el gen BRDT. Es miembro de la familia de proteínas Bromodominio y Motivo extraterminal (BET).
BRDT es similar a la familia de proteínas RING3. Posee 2 motivos de bromodominio y una secuencia PEST (un grupo de residuos de prolina, ácido glutámico, serina y treonina), característicos de proteínas que sufren una rápida degradación intracelular. El bromodominio se encuentra en proteínas que regulan la transcripción. Para este gen se han encontrado dos variantes de transcripción que codifican la misma proteína.
El uso de tres modelos de ratón diferentes (ratones knock-out para Brdt, ratones que expresan un Brdt no funcional y ratones que expresan un Brdt mutado que carece de su primer bromodominio) demostró que Brdt impulsa un programa de expresión génica meiótica y postmeiótica. También controla la reorganización genómica postmeiótica de todo el genoma que se produce después de la hiperacetilación de histonas en las espermátidas alargadas. 

## Potencial como objetivo de la medicación anticonceptiva masculina
Los inhibidores de BET como JQ1 bloquean la región de BRDT responsable de la unión a la cromatina y causan una reducción reversible de la producción de esperma, la calidad del esperma y el tamaño de los testículos en ratones. El mecanismo de acción de JQ1 podría explicarse considerando las funciones de Brdt como impulsor de la expresión genética específica de los testículos y la reorganización de la cromatina posmeiótica.  Como los inhibidores de BET también inhiben otras proteínas BET BRD2, BRD3 y BRD4, es probable que tengan efectos en personas más allá de la esterilidad masculina temporal.

## Otras lecturas
- Zheng Y, Yuan W, Zhou Z (2005). «Molecular cloning and expression of a novel alternative splice variant of BRDT gene.». Int. J. Mol. Med. 15 (2): 315-21. PMID 15647849. doi:10.3892/ijmm.15.2.315.
- Gerhard DS, Wagner L, Feingold EA (2004). «The Status, Quality, and Expansion of the NIH Full-Length cDNA Project: The Mammalian Gene Collection (MGC)». Genome Res. 14 (10B): 2121-7. PMC 528928. PMID 15489334. doi:10.1101/gr.2596504.
- Pivot-Pajot C, Caron C, Govin J (2003). «Acetylation-Dependent Chromatin Reorganization by BRDT, a Testis-Specific Bromodomain-Containing Protein». Mol. Cell. Biol. 23 (15): 5354-65. PMC 165724. PMID 12861021. doi:10.1128/MCB.23.15.5354-5365.2003.
- Strausberg RL, Feingold EA, Grouse LH (2003). «Generation and initial analysis of more than 15,000 full-length human and mouse cDNA sequences». Proc. Natl. Acad. Sci. U.S.A. 99 (26): 16899-903. Bibcode:2002PNAS...9916899M. PMC 139241. PMID 12477932. doi:10.1073/pnas.242603899.
- Hartley JL, Temple GF, Brasch MA (2001). «DNA Cloning Using In Vitro Site-Specific Recombination». Genome Res. 10 (11): 1788-95. PMC 310948. PMID 11076863. doi:10.1101/gr.143000.
- Scanlan MJ, Altorki NK, Gure AO (2000). «Expression of cancer-testis antigens in lung cancer: definition of bromodomain testis-specific gene (BRDT) as a new CT gene, CT9». Cancer Lett. 150 (2): 155-64. PMID 10704737. doi:10.1016/S0304-3835(99)00385-7.
- Dhalluin C, Carlson JE, Zeng L (1999). «Structure and ligand of a histone acetyltransferase bromodomain». Nature 399 (6735): 491-6. Bibcode:1999Natur.399..491D. PMID 10365964. S2CID 1210925. doi:10.1038/20974.

- Datos: Q17853316